# Béatrice Edwige
Béatrice Edwige (Parigi, 3 ottobre 1988) è una pallamanista francese del Ferencváros e della Nazionale di pallamano femminile della Francia.

## Palmarès

### Club
- Division 1: 3

Metz: 2017, 2018, 2019
- Coppa di Francia: 2

Metz: 2017, 2019
- Coppa d'Ungheria: 2

Győri ETO KC: 2021
Ferencváros: 2022
- Supercoppa di Russia: 1

Rostov-Don: 2021

### Nazionale
- Argento olimpico: 1

Rio de Janeiro 2016
- Campionato mondiale

 Oro: Germania 2017
 Argento: Spagna 2021
- Campionato europeo

 Oro: Francia 2018
 Argento: Danimarca 2020
 Bronzo: Svezia 2016
- Oro olimpico: 1

Tokyo 2020

### Individuale
- All-Star Team di pallamano femminile al campionato europeo femminile di pallamano: 1

Svezia 2016
- Miglior difensore della Division 1: 2

2015, 2019
- Miglior giocatrice di linea della Division 1: 2

2019